# آنته یوریچ (بازیکن فوتبال، زاده ۱۹۳۴)
آنته یوریچ (انگلیسی: Ante Jurić؛ ۲۱ فوریهٔ ۱۹۳۴ – ۴ سپتامبر ۲۰۱۳) بازیکن فوتبال اهل یوگسلاوی بود.
از باشگاه‌هایی که در آن بازی کرده‌است می‌توان به باشگاه فوتبال هایدوک اسپلیت اشاره کرد.
وی همچنین در تیم ملی فوتبال یوگسلاوی بازی کرده‌است.